# Yūsuke Kawazu
Yūsuke Kawazu (川津祐介, Kawazu Yūsuke), né le 12 mai 1935 et mort le 26 février 2022, est un acteur japonais. 

## Biographie
Yūsuke Kawazu nait le 12 mai 1935 dans l'arrondissement de Shinjuku à Tokyo. Il obtient un diplôme en économie à l'université Keiō.
Il fait ses débuts en tant qu'acteur à la Shōchiku dans le film de 1958 L'Arc-en-ciel éternel sur la recommandation du réalisateur Keisuke Kinoshita alors qu'il est encore étudiant.
Yūsuke Kawazu pratique également la peinture, la céramique, la cuisine et la création littéraire et en 2009, il est engagé comme professeur invité au département de cinéma de l'Université d'art et de design de Kyoto (en).

## Filmographie partielle

### Cinéma
- 1958 : L'Arc-en-ciel éternel (この天の虹, Kono ten no niji?) de Keisuke Kinoshita
- 1959 : La Condition de l'homme (人間の條件, Ningen no jōken?) de Masaki Kobayashi
- 1960 : Bon à rien (ろくでなし, Rokudenashi?) de Yoshishige Yoshida
- 1960 : L’Enterrement du soleil (太陽の墓場, Taiyō no hakaba?) de Nagisa Ōshima
- 1960 : La Rivière Fuefuki (笛吹川, Fuefukigawa?) de Keisuke Kinoshita
- 1960 : Contes cruels de la jeunesse (青春残酷物語, Seishun zankoku monogatari?) de Nagisa Ōshima : Kiyoshi
- 1964 : Le Sabre (剣, Ken?) de Kenji Misumi
- 1964 : Passion (卍, Manji?) de Yasuzō Masumura
- 1965 : Kiri no hata (霧の旗?) de Yōji Yamada
- 1966 : Comme une fleur des champs (野菊のごとき君なりき, Nogiku no gotoki kimi nariki?) de Sōkichi Tomimoto (ja)
- 1966 : L'Ange rouge (film, 1966) (赤い天使, Akai tenshi?) de Yasuzō Masumura
- 1966 : Élégie de la violence (けんかえれじい, Kenka erejii?) de Seijun Suzuki
- 1968 : Le Lézard noir (film) (黒蜥蜴, Kurotokage?) de Kinji Fukasaku
- 1969 : La Demeure de la rose noire (黒薔薇の館, Kuro bara no yakata?) de Kinji Fukasaku
- 1969 : Corps féminins (女体, Jotai?) de Yasuzō Masumura
- 1970 : La Méduse électrique (でんきくらげ, Denki kurage?) de Yasuzō Masumura
- 1970 : L'Épée errante (兇状流れドス, Kyōjō nagare dosu?) de Kenji Misumi
- 1970 : Ode au yakuza (やくざ絶唱, Yakuza zesshō?) de Yasuzō Masumura
- 1970 : La Méduse paralysée (しびれくらげ, Shibire kurage?) de Yasuzō Masumura
- 1971 : Aveux, Théorie, Actrices (告白的女優論, Kokuhakuteki joyūron?) de Yoshishige Yoshida
- 1980 : Dōran (動乱?) de Shirō Moritani
- 1986 : Koisuru onnatachi (恋する女たち?) de Kazuki Ōmori
- 1992 : La Princesse Go (豪姫, Gō-hime?) de Hiroshi Teshigahara
- 1993 : Godzilla vs Mechagodzilla 2 (ゴジラvsメカゴジラ2?) de Takao Okawara
- 1996 : Gamera 2: Attack of Legion (ガメラ2 レギオン襲来?) de Shūsuke Kaneko
- 1999 : Gamera 3: The Revenge of Iris (ガメラ3 邪神覚醒?) de Shūsuke Kaneko
- 2007 : Sad Vacation (サッド ヴァケイション, Saddo Vakeishon?) de Shinji Aoyama

### À la télévision
- 1979-1981 : G-Men '75 (Gメン'75?) (série télévisée) : Yoshiaki Nagumo